# Ривкин, Михаил Ионович
Михаи́л Ио́нович Ри́вкин (также известен как Ри́вкин-Певцо́в, Ры́вкин, Певцо́в-Ри́вкин, Моисе́й Ессе́левич Певцо́в) (07 января 1907, Стародуб — 13 октября 1993, Псков) — белорусский и российский дирижёр, скрипач, музыкальный педагог. Заслуженный работник культуры России.

## Биография
Родился 7 января 1907 года по новому стилю в городе Стародуб в семье дирижёра, педагога, музыканта, капельмейстера. В 1928 году окончил музыкальный техникум, а в 1941 году — Белорусскую государственную консерваторию. В 1946 году стал дирижёром Государственного оркестра Белоруссии. В 1953 переехал в Томск, где работал в областной филармонии. Умер 13 ноября 1993 года в Пскове.